# Interlands Oezbeeks voetbalelftal 2010-2019
Deze pagina toont een chronologisch en gedetailleerd overzicht van de interlands die het Oezbeeks voetbalelftal speelde in de periode 2010 – 2019.

## Interlands

### 2010
|                                                                         |             |                      |                              |                                                                                                   |
| 3 maart Kwalificatie AK 2011 Groep C № 166 «onderlinge duels» 18:00 uur | Oezbekistan | 0 – 1                | Verenigde Arabische Emiraten | Pakhtakor Markaziystadion, Tasjkent Toeschouwers: 20.000 Scheidsrechter: Tayeb Shamsuzzaman (BAN) |
| 3 maart Kwalificatie AK 2011 Groep C № 166 «onderlinge duels» 18:00 uur |             | 90+2' Sultan Bargash |                              | Pakhtakor Markaziystadion, Tasjkent Toeschouwers: 20.000 Scheidsrechter: Tayeb Shamsuzzaman (BAN) |

|                                                             |                                                                          |       |                      | |
| 25 mei Vriendschappelijk № 167 «onderlinge duels» 18:00 uur | Armenië                                                                  | 3 – 1 | Oezbekistan          | Vazgen Sargsyan Republicanstadion, Jerevan Toeschouwers: 10.000 Scheidsrechter: Edgar Manucharian (GEO) |
| 25 mei Vriendschappelijk № 167 «onderlinge duels» 18:00 uur | Henrich Mchitarjan 8' Edgar Manucharian 18' Edgar Manucharian 27' (pen.) |       | 90+2' Sultan Bargash | Vazgen Sargsyan Republicanstadion, Jerevan Toeschouwers: 10.000 Scheidsrechter: Edgar Manucharian (GEO) |

|                                                                  |                  |       |             |                                                                                        |
| 11 augustus Vriendschappelijk № 168 «onderlinge duels» 20:30 uur | Albanië          | 1 – 0 | Oezbekistan | Niko Dovanastadion, Durrës Toeschouwers: 8.000 Scheidsrechter: Pavle Radovanović (MNE) |
| 11 augustus Vriendschappelijk № 168 «onderlinge duels» 20:30 uur | Hamdi Salihi 14' |       |             | Niko Dovanastadion, Durrës Toeschouwers: 8.000 Scheidsrechter: Pavle Radovanović (MNE) |

|                                                                  |                                                                        |       |                                                                |                                                                              |
| 7 september Vriendschappelijk № 169 «onderlinge duels» 16:10 uur | Estland                                                                | 3 – 3 | Oezbekistan                                                    | A. Le Coq Arena, Tallinn Toeschouwers: 2.055 Scheidsrechter: Huw Jones (WAL) |
| 7 september Vriendschappelijk № 169 «onderlinge duels» 16:10 uur | Ats Purje 25' Konstantin Vassiljev 62' Konstantin Vassiljev 71' (pen.) |       | 40' Maksim Sjatskich 55' Aleksandr Geynrix 86' Shavkat Salomov | A. Le Coq Arena, Tallinn Toeschouwers: 2.055 Scheidsrechter: Huw Jones (WAL) |

|                                                                |                                                                                     |       |             |                                                                            |
| 9 oktober Vriendschappelijk № 170 «onderlinge duels» 20:00 uur | Saoedi-Arabië                                                                       | 4 – 0 | Oezbekistan | Prins Faisal bin Fahdstadion, Riyad Scheidsrechter: Banjar Al-Dosari (QAT) |
| 9 oktober Vriendschappelijk № 170 «onderlinge duels» 20:00 uur | Taisir Al-Jassam 23' Mohanad Asiri 30' (pen.) Mohanad Asiri 45' Saleh Al-Dosari 89' |       |             | Prins Faisal bin Fahdstadion, Riyad Scheidsrechter: Banjar Al-Dosari (QAT) |

|                                                                 |                                                  |       |                                                                          |                                                                    |
| 12 oktober Vriendschappelijk № 171 «onderlinge duels» 20:30 uur | Bahrein                                          | 2 – 4 | Oezbekistan                                                              | Nationaal stadion, Riffa Scheidsrechter: Abdulrahman Al-Amri (KSA) |
| 12 oktober Vriendschappelijk № 171 «onderlinge duels» 20:30 uur | Faouzi Mubarak Aaish 28' Husain Salman Makki 52' |       | 6' Olim Navkarov 12' Aleksandr Geynrix 41' Odil Ahmedov 45' Odil Ahmedov | Nationaal stadion, Riffa Scheidsrechter: Abdulrahman Al-Amri (KSA) |

|                                                                  |                   |       |                       |                          |
| 25 december Vriendschappelijk № 172 «onderlinge duels» 18:00 uur | Bahrein           | 1 – 1 | Oezbekistan           | Al-Maktoumstadion, Dubai |
| 25 december Vriendschappelijk № 172 «onderlinge duels» 18:00 uur | Salman Issa 90+4' |       | 11' Aleksandr Geynrix | Al-Maktoumstadion, Dubai |

### 2011
|                                                                |                                 |       |                                     |                          |
| 2 januari Vriendschappelijk № 173 «onderlinge duels» 15:30 uur | Jordanië                        | 2 – 2 | Oezbekistan                         | Al-Sharjahstadion, Dubai |
| 2 januari Vriendschappelijk № 173 «onderlinge duels» 15:30 uur | Amer Deeb 32' Odai Al-Saify 74' |       | 70' Jasur Hasanov 77' Olim Navkarov | Al-Sharjahstadion, Dubai |

| Aziatisch kampioenschap voetbal 2011 |
| ------------------------------------ |

|                                                                              |       |                                      |             |                                                                                                 |
| 7 januari Aziatisch kampioenschap Groep A № 174 «onderlinge duels» 19:15 uur | Qatar | 0 – 2                                | Oezbekistan | Khalifa International Stadium, Doha Toeschouwers: 37.143 Scheidsrechter: Yuichi Nishimura (JPN) |
| 7 januari Aziatisch kampioenschap Groep A № 174 «onderlinge duels» 19:15 uur |       | 59' Odil Ahmedov 77' Server Djeparov |             | Khalifa International Stadium, Doha Toeschouwers: 37.143 Scheidsrechter: Yuichi Nishimura (JPN) |

|                                                                               |                                          |       |                            |                                                                                         |
| 12 januari Aziatisch kampioenschap Groep A № 175 «onderlinge duels» 16:15 uur | Oezbekistan                              | 2 – 1 | Koeweit                    | Jassim bin Hamadstadion, Doha Toeschouwers: 3.481 Scheidsrechter: Nawaf Shukralla (BHR) |
| 12 januari Aziatisch kampioenschap Groep A № 175 «onderlinge duels» 16:15 uur | Maksim Sjatskich 41' Server Djeparov 65' |       | 50' (pen.) Bader Al-Muttwa | Jassim bin Hamadstadion, Doha Toeschouwers: 3.481 Scheidsrechter: Nawaf Shukralla (BHR) |

|                                                                               |                          |       |                                        |                                                                                            |
| 16 januari Aziatisch kampioenschap Groep A № 176 «onderlinge duels» 19:15 uur | China                    | 2 – 2 | Oezbekistan                            | Jassim bin Hamadstadion, Doha Toeschouwers: 3.529 Scheidsrechter: Abdullah Al-Hilali (OMA) |
| 16 januari Aziatisch kampioenschap Groep A № 176 «onderlinge duels» 19:15 uur | Yu Hai 6' Hao Junmin 56' |       | 30' Odil Ahmedov 47' Aleksandr Geynrix | Jassim bin Hamadstadion, Doha Toeschouwers: 3.529 Scheidsrechter: Abdullah Al-Hilali (OMA) |

|                                                                                   |                                             |       |                        |                                                                                                   |
| 21 januari Aziatisch kampioenschap Kwartfinale № 177 «onderlinge duels» 19:25 uur | Oezbekistan                                 | 2 – 1 | Jordanië               | Khalifa International Stadium, Doha Toeschouwers: 16.073 Scheidsrechter: Abdul Malik Bashir (SIN) |
| 21 januari Aziatisch kampioenschap Kwartfinale № 177 «onderlinge duels» 19:25 uur | Oeloegbek Bakajev 47' Oeloegbek Bakajev 49' |       | 58' Bashar Bani Yaseen | Khalifa International Stadium, Doha Toeschouwers: 16.073 Scheidsrechter: Abdul Malik Bashir (SIN) |

|                                                                                    |             | |           |                                                                                         |
| 25 januari Aziatisch kampioenschap Halve finale № 178 «onderlinge duels» 19:25 uur | Oezbekistan | 0 – 6                                                                                                   | Australië | Jassim bin Hamadstadion, Doha Toeschouwers: 24.826 Scheidsrechter: Ali Al-Badwawi (VAE) |
| 25 januari Aziatisch kampioenschap Halve finale № 178 «onderlinge duels» 19:25 uur |             | 5' Harry Kewell 35' Saša Ognenovski 65' David Carney 73' Brett Emerton 82' Carl Valeri 83' Robbie Kruse |           | Jassim bin Hamadstadion, Doha Toeschouwers: 24.826 Scheidsrechter: Ali Al-Badwawi (VAE) |

|                                                                                    |                                                  |       |                                                    |                                                                                            |
| 28 januari Aziatisch kampioenschap Troostfinale № 179 «onderlinge duels» 18:00 uur | Zuid-Korea                                       | 3 – 2 | Oezbekistan                                        | Jassim bin Hamadstadion, Doha Toeschouwers: 8.199 Scheidsrechter: Abdul Malik Bashir (SIN) |
| 28 januari Aziatisch kampioenschap Troostfinale № 179 «onderlinge duels» 18:00 uur | Koo Ja-cheol 17' Ji Dong-won 28' Ji Dong-won 39' |       | 45' (pen.) Aleksandr Geynrix 54' Aleksandr Geynrix | Jassim bin Hamadstadion, Doha Toeschouwers: 8.199 Scheidsrechter: Abdul Malik Bashir (SIN) |

|  |  |  |  |  |  |  |  |  |

|                                                               |                    |       |             |                                                                                        |
| 25 maart Vriendschappelijk № 180 «onderlinge duels» 17:00 uur | Montenegro         | 1 – 0 | Oezbekistan | Pod Goricomstadion, Podgorica Toeschouwers: 6.000 Scheidsrechter: Vlado Glođović (SRB) |
| 25 maart Vriendschappelijk № 180 «onderlinge duels» 17:00 uur | Simon Vukčević 90' |       |             | Pod Goricomstadion, Podgorica Toeschouwers: 6.000 Scheidsrechter: Vlado Glođović (SRB) |

|                                                             |                                             |       |             |                                                                                         |
| 1 juni Vriendschappelijk № 181 «onderlinge duels» 20:00 uur | Oekraïne                                    | 2 – 0 | Oezbekistan | Valeri Lobanovskystadion, Kiev Toeschouwers: 15.000 Scheidsrechter: Halis Özkahya (TUR) |
| 1 juni Vriendschappelijk № 181 «onderlinge duels» 20:00 uur | Anatoli Tymosjtsjoek 54' Andrij Voronin 60' |       |             | Valeri Lobanovskystadion, Kiev Toeschouwers: 15.000 Scheidsrechter: Halis Özkahya (TUR) |

|                                                             |             |       |             |                                                                                 |
| 5 juni Vriendschappelijk № 182 «onderlinge duels» 18:35 uur | China       | 1 – 0 | Oezbekistan | Tuodongstadion, Kunming Toeschouwers: 40.000 Scheidsrechter: Ko Hyung-jin (KOR) |
| 5 juni Vriendschappelijk № 182 «onderlinge duels» 18:35 uur | Gao Lin 65' |       |             | Tuodongstadion, Kunming Toeschouwers: 40.000 Scheidsrechter: Ko Hyung-jin (KOR) |

|                                                                              |                                                                                     |       |          | |
| 23 juli Kwalificatie WK 2014 Tweede ronde № 183 «onderlinge duels» 19:00 uur | Oezbekistan                                                                         | 4 – 0 | Kirgizië | Pakhtakor Markaziystadion, Tasjkent Toeschouwers: 20.257 Scheidsrechter: Abdullah Al-Baloushi (QAT) |
| 23 juli Kwalificatie WK 2014 Tweede ronde № 183 «onderlinge duels» 19:00 uur | Aleksandr Geynrix 28' Marat Bikmaev 49' Server Djeparov 56' Oeloegbek Bakajev 90+2' |       |          | Pakhtakor Markaziystadion, Tasjkent Toeschouwers: 20.257 Scheidsrechter: Abdullah Al-Baloushi (QAT) |

|                                                                              |          |                                                               |             |                                                                                  |
| 28 juli Kwalificatie WK 2014 Tweede ronde № 184 «onderlinge duels» 18:00 uur | Kirgizië | 0 – 3                                                         | Oezbekistan | Spartakstadion, Bisjkek Toeschouwers: 14.700 Scheidsrechter: Ali Abdulnabi (BHR) |
| 28 juli Kwalificatie WK 2014 Tweede ronde № 184 «onderlinge duels» 18:00 uur |          | 47' Viktor Karpenko 65' Bakhodir Nasimov 90' Bakhodir Nasimov |             | Spartakstadion, Bisjkek Toeschouwers: 14.700 Scheidsrechter: Ali Abdulnabi (BHR) |

|                                                                                         |              |                      |             |                                                                                   |
| 2 september Kwalificatie WK 2014 Derde ronde Groep C № 185 «onderlinge duels» 16:30 uur | Tadzjikistan | 0 – 1                | Oezbekistan | Metallurgstadion, Toersoenzoda Toeschouwers: 15.000 Scheidsrechter: Tan Hai (CHN) |
| 2 september Kwalificatie WK 2014 Derde ronde Groep C № 185 «onderlinge duels» 16:30 uur |              | 72' Maksim Sjatskich |             | Metallurgstadion, Toersoenzoda Toeschouwers: 15.000 Scheidsrechter: Tan Hai (CHN) |

|                                                                                         |                    |       |                    |                                                                                                 |
| 6 september Kwalificatie WK 2014 Derde ronde Groep C № 186 «onderlinge duels» 19:00 uur | Oezbekistan        | 1 – 1 | Japan              | Pakhtakor Markaziystadion, Tasjkent Toeschouwers: 32.000 Scheidsrechter: Khalil Al Ghamdi (KSA) |
| 6 september Kwalificatie WK 2014 Derde ronde Groep C № 186 «onderlinge duels» 19:00 uur | Server Djeparov 8' |       | 65' Shinji Okazaki | Pakhtakor Markaziystadion, Tasjkent Toeschouwers: 32.000 Scheidsrechter: Khalil Al Ghamdi (KSA) |

|                                                                                        |             |                       |             |                                                                                        |
| 11 oktober Kwalificatie WK 2014 Derde ronde Groep C № 187 «onderlinge duels» 16:00 uur | Noord-Korea | 0 – 1                 | Oezbekistan | Yanggakdostadion, Pyongyang Toeschouwers: 29.000 Scheidsrechter: Alireza Faghani (IRN) |
| 11 oktober Kwalificatie WK 2014 Derde ronde Groep C № 187 «onderlinge duels» 16:00 uur |             | 26' Aleksandr Geynrix |             | Yanggakdostadion, Pyongyang Toeschouwers: 29.000 Scheidsrechter: Alireza Faghani (IRN) |

|                                                                                         |                   |       |             |                                                                                                |
| 11 november Kwalificatie WK 2014 Derde ronde Groep C № 188 «onderlinge duels» 18:00 uur | Oezbekistan       | 1 – 0 | Noord-Korea | Pakhtakor Markaziystadion, Tasjkent Toeschouwers: 27.525 Scheidsrechter: Andre El Haddad (LIB) |
| 11 november Kwalificatie WK 2014 Derde ronde Groep C № 188 «onderlinge duels» 18:00 uur | Timur Kapadze 48' |       |             | Pakhtakor Markaziystadion, Tasjkent Toeschouwers: 27.525 Scheidsrechter: Andre El Haddad (LIB) |

|                                                                                         |                                                             |       |              |                                                                                                  |
| 15 november Kwalificatie WK 2014 Derde ronde Groep C № 189 «onderlinge duels» 18:00 uur | Oezbekistan                                                 | 3 – 0 | Tadzjikistan | Pakhtakor Markaziystadion, Tasjkent Toeschouwers: 5.325 Scheidsrechter: Mohamed Al-Zarouni (VAE) |
| 15 november Kwalificatie WK 2014 Derde ronde Groep C № 189 «onderlinge duels» 18:00 uur | Sanzhar Tursunov 35' Odil Ahmedov 60' Aleksandr Geynrix 70' |       |              | Pakhtakor Markaziystadion, Tasjkent Toeschouwers: 5.325 Scheidsrechter: Mohamed Al-Zarouni (VAE) |

### 2012
|                                                                 |                     |       |             |                                                               |
| 17 januari Vriendschappelijk № 190 «onderlinge duels» 17:30 uur | Koeweit             | 1 – 0 | Oezbekistan | Al-Sadaqua Walsalamstadion, Koeweit-Stad Toeschouwers: 21.500 |
| 17 januari Vriendschappelijk № 190 «onderlinge duels» 17:30 uur | Bader Al-Muttwa 87' |       |             | Al-Sadaqua Walsalamstadion, Koeweit-Stad Toeschouwers: 21.500 |

|                                                                 |                              |       |             |                                                                     |
| 29 januari Vriendschappelijk № 191 «onderlinge duels» 17:30 uur | Verenigde Arabische Emiraten | 1 – 0 | Oezbekistan | Zayed Sports City, Abu Dhabi Scheidsrechter: Yasser Al-Rawahi (OMA) |
| 29 januari Vriendschappelijk № 191 «onderlinge duels» 17:30 uur | Ismail Matar 72'             |       |             | Zayed Sports City, Abu Dhabi Scheidsrechter: Yasser Al-Rawahi (OMA) |

|                                                                  |                                                                         |       |                                                    |                                                                         |
| 25 februari Vriendschappelijk № 192 «onderlinge duels» 13:00 uur | Zuid-Korea                                                              | 4 – 2 | Oezbekistan                                        | Seoul World Cupstadion, Seoel Scheidsrechter: Chaiya Alee Mahapab (THA) |
| 25 februari Vriendschappelijk № 192 «onderlinge duels» 13:00 uur | Lee Dong-gook 19' Lee Dong-gook 45+1' Kim Chi-woo 46' Kim Chi-woo 90+1' |       | 79' Ibrahim Rakhimov 83' (pen.) Stanislav Andrejev | Seoul World Cupstadion, Seoel Scheidsrechter: Chaiya Alee Mahapab (THA) |

|                                                                                         |       |                       |             |                                                                                       |
| 29 februari Kwalificatie WK 2014 Derde ronde Groep C № 193 «onderlinge duels» 19:30 uur | Japan | 0 – 1                 | Oezbekistan | Toyotastadion, Toyota Toeschouwers: 42.720 Scheidsrechter: Abdullah Al-Baloushi (QAT) |
| 29 februari Kwalificatie WK 2014 Derde ronde Groep C № 193 «onderlinge duels» 19:30 uur |       | 53' Aleksandr Shadrin |             | Toyotastadion, Toyota Toeschouwers: 42.720 Scheidsrechter: Abdullah Al-Baloushi (QAT) |

|                                                                                     |             |                                |      |                                                                                  |
| 3 juni Kwalificatie WK 2014 Vierde ronde Groep A № 194 «onderlinge duels» 19:00 uur | Oezbekistan | 0 – 1                          | Iran | JAR Stadium, Tasjkent Toeschouwers: 9.000 Scheidsrechter: Yuichi Nishimura (JPN) |
| 3 juni Kwalificatie WK 2014 Vierde ronde Groep A № 194 «onderlinge duels» 19:00 uur |             | 90+3' Mohammad Reza Khalatbari |      | JAR Stadium, Tasjkent Toeschouwers: 9.000 Scheidsrechter: Yuichi Nishimura (JPN) |

|                                                                                     |                  |       |                   |                                                                                               |
| 8 juni Kwalificatie WK 2014 Vierde ronde Groep A № 195 «onderlinge duels» 16:00 uur | Libanon          | 1 – 1 | Oezbekistan       | Camille Chamounstadion, Beiroet Toeschouwers: 13.000 Scheidsrechter: Abdullah Al-Hilali (OMA) |
| 8 juni Kwalificatie WK 2014 Vierde ronde Groep A № 195 «onderlinge duels» 16:00 uur | Ali Al Saadi 34' |       | 12' Jasur Hasanov | Camille Chamounstadion, Beiroet Toeschouwers: 13.000 Scheidsrechter: Abdullah Al-Hilali (OMA) |

|                                                                  |          |                   |             |                                                                      |
| 13 augustus Vriendschappelijk № 196 «onderlinge duels» 22:00 uur | Jordanië | 0 – 1             | Oezbekistan | Koning Abdullahstadion, Amman Scheidsrechter: Masoud Tufaylieh (SYR) |
| 13 augustus Vriendschappelijk № 196 «onderlinge duels» 22:00 uur |          | 78' Timur Kapadze |             | Koning Abdullahstadion, Amman Scheidsrechter: Masoud Tufaylieh (SYR) |

|                                                                  |                                           |       |             |                                                                  |
| 15 augustus Vriendschappelijk № 197 «onderlinge duels» 22:00 uur | Jordanië                                  | 2 – 0 | Oezbekistan | Koning Abdullahstadion, Amman Scheidsrechter: Feras Tawell (SYR) |
| 15 augustus Vriendschappelijk № 197 «onderlinge duels» 22:00 uur | Ahmad Hayel Ibrahim 56' Hasan Mahsiri 68' |       |             | Koning Abdullahstadion, Amman Scheidsrechter: Feras Tawell (SYR) |

|                                                                  |                                                                 |       |         |                                                                                                |
| 7 september Vriendschappelijk № 198 «onderlinge duels» 18:00 uur | Oezbekistan                                                     | 3 – 0 | Koeweit | Pakhtakor Markaziystadion, Tasjkent Toeschouwers: 30.000 Scheidsrechter: Ravshan Irmatov (UZB) |
| 7 september Vriendschappelijk № 198 «onderlinge duels» 18:00 uur | Sanjar Tursunov 17' Aleksandr Geynrix 45' Aleksandr Geynrix 49' |       |         | Pakhtakor Markaziystadion, Tasjkent Toeschouwers: 30.000 Scheidsrechter: Ravshan Irmatov (UZB) |

|                                                                                           |                                               |       |                                                |                                                                                             |
| 11 september Kwalificatie WK 2014 Vierde ronde Groep A № 199 «onderlinge duels» 18:00 uur | Oezbekistan                                   | 2 – 2 | Zuid-Korea                                     | Pakhtakor Markaziystadion, Tasjkent Toeschouwers: 33.000 Scheidsrechter: Ben Williams (AUS) |
| 11 september Kwalificatie WK 2014 Vierde ronde Groep A № 199 «onderlinge duels» 18:00 uur | Ki Sung-yueng 13' (e.d.) Sanzhar Tursunov 59' |       | 44' (e.d.) Artyom Filiposyan 57' Lee Dong-gook | Pakhtakor Markaziystadion, Tasjkent Toeschouwers: 33.000 Scheidsrechter: Ben Williams (AUS) |

|                                                                 |                                       |       |                                        |                          |
| 12 oktober Vriendschappelijk № 200 «onderlinge duels» 18:35 uur | Verenigde Arabische Emiraten          | 2 – 2 | Oezbekistan                            | Al-Maktoumstadion, Dubai |
| 12 oktober Vriendschappelijk № 200 «onderlinge duels» 18:35 uur | Ismail Matar 28' Saeed Al-Kathiri 61' |       | 45' Sanjar Tursunov 66' Server Jeparov | Al-Maktoumstadion, Dubai |

|                                                                                         |       |                      |             |                                                                                  |
| 16 oktober Kwalificatie WK 2014 Vierde ronde Groep A № 201 «onderlinge duels» 17:25 uur | Qatar | 0 – 1                | Oezbekistan | Jassim bin Hamadstadion, Doha Toeschouwers: 11.260 Scheidsrechter: Tan Hai (CHN) |
| 16 oktober Kwalificatie WK 2014 Vierde ronde Groep A № 201 «onderlinge duels» 17:25 uur |       | 13' Sanzhar Tursunov |             | Jassim bin Hamadstadion, Doha Toeschouwers: 11.260 Scheidsrechter: Tan Hai (CHN) |

|                                                                                          |      |                       |             |                                                                                 |
| 14 november Kwalificatie WK 2014 Vierde ronde Groep A № 202 «onderlinge duels» 21:30 uur | Iran | 0 – 1                 | Oezbekistan | Azadistadion, Teheran Toeschouwers: 43.700 Scheidsrechter: Ali Al-Badwawi (VAE) |
| 14 november Kwalificatie WK 2014 Vierde ronde Groep A № 202 «onderlinge duels» 21:30 uur |      | 71' Oeloegbek Bakajev |             | Azadistadion, Teheran Toeschouwers: 43.700 Scheidsrechter: Ali Al-Badwawi (VAE) |

### 2013
|                                                                 |              |       |             |                                                                                    |
| 1 februari Vriendschappelijk № 203 «onderlinge duels» 18:00 uur | Azerbeidzjan | 0 – 0 | Oezbekistan | The Sevens Stadium, Dubai Toeschouwers: 100 Scheidsrechter: Ammar Al-Junaibi (VAE) |
| 1 februari Vriendschappelijk № 203 «onderlinge duels» 18:00 uur |              |       |             | The Sevens Stadium, Dubai Toeschouwers: 100 Scheidsrechter: Ammar Al-Junaibi (VAE) |

|                                                                            |             |       |          |                                                                                              |
| 6 februari Kwalificatie AK 2015 Groep E № 204 «onderlinge duels» 15:00 uur | Oezbekistan | 0 – 0 | Hongkong | Pakhtakor Markaziystadion, Tasjkent Toeschouwers: 16.287 Scheidsrechter: Ali Abdulnabi (BHR) |
| 6 februari Kwalificatie AK 2015 Groep E № 204 «onderlinge duels» 15:00 uur |             |       |          | Pakhtakor Markaziystadion, Tasjkent Toeschouwers: 16.287 Scheidsrechter: Ali Abdulnabi (BHR) |

|                                                                          |                                   |       |                   |                                                                                         |
| 22 maart Kwalificatie AK 2015 Groep E № 205 «onderlinge duels» 16:45 uur | Verenigde Arabische Emiraten      | 2 – 1 | Oezbekistan       | Mohammed Bin Zayidstadion, Abu Dhabi Toeschouwers: 21.357 Scheidsrechter: Tan Hai (CHN) |
| 22 maart Kwalificatie AK 2015 Groep E № 205 «onderlinge duels» 16:45 uur | Ahmed Khalil 58' Ali Mabkhout 61' |       | 16' Shoruh Gadoev | Mohammed Bin Zayidstadion, Abu Dhabi Toeschouwers: 21.357 Scheidsrechter: Tan Hai (CHN) |

|                                                                                       |                     |       |         |                                                                                          |
| 26 maart Kwalificatie WK 2014 Vierde ronde Groep A № 206 «onderlinge duels» 18:00 uur | Oezbekistan         | 1 – 0 | Libanon | Bunyodkorstadion, Tasjkent Toeschouwers: 31.197 Scheidsrechter: Abdul Malik Bashir (SIN) |
| 26 maart Kwalificatie WK 2014 Vierde ronde Groep A № 206 «onderlinge duels» 18:00 uur | Server Djeparov 63' |       |         | Bunyodkorstadion, Tasjkent Toeschouwers: 31.197 Scheidsrechter: Abdul Malik Bashir (SIN) |

|                                                             |                 |       |                                           |                                                             |
| 6 juni Vriendschappelijk № 207 «onderlinge duels» 19:35 uur | China           | 1 – 2 | Oezbekistan                               | Tianhestadion, Guangzhou Scheidsrechter: Kui Sum Tong (HKG) |
| 6 juni Vriendschappelijk № 207 «onderlinge duels» 19:35 uur | Wang Yongpo 31' |       | 45' Oeloegbek Bakajev 54' Server Djeparov | Tianhestadion, Guangzhou Scheidsrechter: Kui Sum Tong (HKG) |

|                                                                                      |                               |       |             |                                                                                      |
| 11 juni Kwalificatie WK 2014 Vierde ronde Groep A № 208 «onderlinge duels» 20:00 uur | Zuid-Korea                    | 1 – 0 | Oezbekistan | Seoul World Cupstadion, Seoel Toeschouwers: 50.699 Scheidsrechter: Minoru Tōjō (JPN) |
| 11 juni Kwalificatie WK 2014 Vierde ronde Groep A № 208 «onderlinge duels» 20:00 uur | Akmal Shorakhmedov 42' (e.d.) |       |             | Seoul World Cupstadion, Seoel Toeschouwers: 50.699 Scheidsrechter: Minoru Tōjō (JPN) |

|                                                                                      | |       |                            |                                                                                   |
| 18 juni Kwalificatie WK 2014 Vierde ronde Groep A № 209 «onderlinge duels» 17:00 uur | Oezbekistan                                                                                         | 5 – 1 | Qatar                      | Bunyodkorstadion, Tasjkent Toeschouwers: 34.000 Scheidsrechter: Peter Green (AUS) |
| 18 juni Kwalificatie WK 2014 Vierde ronde Groep A № 209 «onderlinge duels» 17:00 uur | Bakhodir Nasimov 60' Oleg Zotejev 72' Bakhodir Nasimov 74' Odil Ahmedov 87' Oeloegbek Bakajev 90+1' |       | 37' Abdulgadir Ilyas Bakur | Bunyodkorstadion, Tasjkent Toeschouwers: 34.000 Scheidsrechter: Peter Green (AUS) |

|                                                                              |                     |       |                     |                                                                                        |
| 6 september Kwalificatie WK 2014 Play-off № 210 «onderlinge duels» 19:00 uur | Jordanië            | 1 – 1 | Oezbekistan         | Bunyodkorstadion, Tasjkent Toeschouwers: 16.819 Scheidsrechter: Yuichi Nishimura (JPN) |
| 6 september Kwalificatie WK 2014 Play-off № 210 «onderlinge duels» 19:00 uur | Mossab Al-Laham 30' |       | 35' Server Djeparov | Bunyodkorstadion, Tasjkent Toeschouwers: 16.819 Scheidsrechter: Yuichi Nishimura (JPN) |

|                                                                               | |              | |                                                                                    |
| 10 september Kwalificatie WK 2014 Play-off № 211 «onderlinge duels» 19:00 uur | Oezbekistan | 1 – 1 (n.v.) | Jordanië | Bunyodkorstadion, Tasjkent Toeschouwers: 25.621 Scheidsrechter: Ben Williams (AUS) |
| 10 september Kwalificatie WK 2014 Play-off № 211 «onderlinge duels» 19:00 uur | Anzur Ismailov 5' |              | 42' Saeed Al-Murjan | Bunyodkorstadion, Tasjkent Toeschouwers: 25.621 Scheidsrechter: Ben Williams (AUS) |
| 10 september Kwalificatie WK 2014 Play-off № 211 «onderlinge duels» 19:00 uur | Strafschoppen |              | | Bunyodkorstadion, Tasjkent Toeschouwers: 25.621 Scheidsrechter: Ben Williams (AUS) |
| 10 september Kwalificatie WK 2014 Play-off № 211 «onderlinge duels» 19:00 uur | Odil Ahmedov Server Djeparov Timur Kapadze Islom Tukhtakhodjaev Igor Sergejev Akmal Shorakhmedov Vitaliy Denisov Ivan Nagajev Sanzhar Toersoenov Anzur Ismailov | 8 – 9        | Anas Bani Yaseen Odai Al-Saify Abdallah Deeb Saeed Al-Murjan Ahmad Hayel Adnan Adous Mohammad Mustafa Amer Deeb Oday Zahran Mohammad Al-Dmeiri | Bunyodkorstadion, Tasjkent Toeschouwers: 25.621 Scheidsrechter: Ben Williams (AUS) |

|                                                                            |                                                                |       |                        |                                                                                            |
| 15 oktober Kwalificatie AK 2015 Groep E № 212 «onderlinge duels» 18:00 uur | Oezbekistan                                                    | 3 – 1 | Vietnam                | Pakhtakor Markaziystadion, Tasjkent Toeschouwers: 5.675 Scheidsrechter: Mohsen Torky (IRN) |
| 15 oktober Kwalificatie AK 2015 Groep E № 212 «onderlinge duels» 18:00 uur | Sardor Rashidov 69' Văn Hoàn Âu 74' (e.d.) Igor Sergejev 90+2' |       | 77' Trọng Hoàng Nguyễn | Pakhtakor Markaziystadion, Tasjkent Toeschouwers: 5.675 Scheidsrechter: Mohsen Torky (IRN) |

|                                                                             |         |                                                           |             |                                                                                |
| 15 november Kwalificatie AK 2015 Groep E № 213 «onderlinge duels» 19:00 uur | Vietnam | 0 – 3                                                     | Oezbekistan | Mỹ Đìnhstadion, Hanoi Toeschouwers: 9.000 Scheidsrechter: Kim Jong-hyeok (KOR) |
| 15 november Kwalificatie AK 2015 Groep E № 213 «onderlinge duels» 19:00 uur |         | 40' Vokhid Shodijev 46' Igor Sergejev 89' Sardor Rashidov |             | Mỹ Đìnhstadion, Hanoi Toeschouwers: 9.000 Scheidsrechter: Kim Jong-hyeok (KOR) |

|                                                                             |          |                                      |             |                                                                                       |
| 19 november Kwalificatie AK 2015 Groep E № 214 «onderlinge duels» 20:00 uur | Hongkong | 0 – 2                                | Oezbekistan | Hong Kong Stadium, Hongkong Toeschouwers: 5.679 Scheidsrechter: Nawaf Shukralla (BHR) |
| 19 november Kwalificatie AK 2015 Groep E № 214 «onderlinge duels» 20:00 uur |          | 84' Vokhid Shodijev 89' Odil Ahmedov |             | Hong Kong Stadium, Hongkong Toeschouwers: 5.679 Scheidsrechter: Nawaf Shukralla (BHR) |

### 2014
|                                                                         |                   |       |                              |                                                                                    |
| 5 maart Kwalificatie AK 2015 Groep E № 215 «onderlinge duels» 17:00 uur | Oezbekistan       | 1 – 1 | Verenigde Arabische Emiraten | Bunyodkorstadion, Tasjkent Toeschouwers: 15.000 Scheidsrechter: Kim Sang-woo (KOR) |
| 5 maart Kwalificatie AK 2015 Groep E № 215 «onderlinge duels» 17:00 uur | Igor Sergejev 85' |       | 67' Ismail Al-Hammadi        | Bunyodkorstadion, Tasjkent Toeschouwers: 15.000 Scheidsrechter: Kim Sang-woo (KOR) |

|                                                             |             |                       |      |                                                                                         |
| 27 mei Vriendschappelijk № 216 «onderlinge duels» 19:00 uur | Oezbekistan | 0 – 1                 | Oman | Bunyodkorstadion, Tasjkent Toeschouwers: 6.644 Scheidsrechter: Vladislav Tseytlin (UZB) |
| 27 mei Vriendschappelijk № 216 «onderlinge duels» 19:00 uur |             | 20' Ahmed Al-Mahaijri |      | Bunyodkorstadion, Tasjkent Toeschouwers: 6.644 Scheidsrechter: Vladislav Tseytlin (UZB) |

|                                                             |             |                  |      |                                                                                               |
| 29 mei Vriendschappelijk № 217 «onderlinge duels» 19:00 uur | Oezbekistan | 0 – 1            | Oman | Pakhtakor Markaziystadion, Tasjkent Toeschouwers: 1.415 Scheidsrechter: Ravshan Irmatov (UZB) |
| 29 mei Vriendschappelijk № 217 «onderlinge duels» 19:00 uur |             | 30' Eid Al-Farsi |      | Pakhtakor Markaziystadion, Tasjkent Toeschouwers: 1.415 Scheidsrechter: Ravshan Irmatov (UZB) |

|                                                                  |              |       |             |                                                                                    |
| 20 augustus Vriendschappelijk № 218 «onderlinge duels» 18:00 uur | Azerbeidzjan | 0 – 0 | Oezbekistan | Bakcell Arena, Bakoe Toeschouwers: 4.500 Scheidsrechter: Giorgi Vadatsjkoria (GEO) |
| 20 augustus Vriendschappelijk № 218 «onderlinge duels» 18:00 uur |              |       |             | Bakcell Arena, Bakoe Toeschouwers: 4.500 Scheidsrechter: Giorgi Vadatsjkoria (GEO) |

|                                                                  |                                       |       |          |                                                                                  |
| 4 september Vriendschappelijk № 219 «onderlinge duels» 18:00 uur | Oezbekistan                           | 2 – 0 | Jordanië | JAR Stadium, Tasjkent Toeschouwers: 15.000 Scheidsrechter: Sherzod Kasymov (UZB) |
| 4 september Vriendschappelijk № 219 «onderlinge duels» 18:00 uur | Igor Sergejev 57' Dilshod Jurajev 90' |       |          | JAR Stadium, Tasjkent Toeschouwers: 15.000 Scheidsrechter: Sherzod Kasymov (UZB) |

|                                                                  |                                                       |       |                    |                                                                           |
| 8 september Vriendschappelijk № 220 «onderlinge duels» 18:00 uur | Oezbekistan                                           | 3 – 1 | Nieuw-Zeeland      | Pakhtakor Markaziystadion, Tasjkent Scheidsrechter: Ravshan Irmatov (UZB) |
| 8 september Vriendschappelijk № 220 «onderlinge duels» 18:00 uur | Odil Ahmedov 41' Odil Ahmedov 58' Server Djeparov 77' |       | 86' Jeremy Brockie | Pakhtakor Markaziystadion, Tasjkent Scheidsrechter: Ravshan Irmatov (UZB) |

|                                                                |                                                            |       |             |                                                                           |
| 6 oktober Vriendschappelijk № 221 «onderlinge duels» 20:30 uur | Qatar                                                      | 3 – 0 | Oezbekistan | Abdullah bin Khalifastadion, Doha Scheidsrechter: Sándor Andó-Szabó (HUN) |
| 6 oktober Vriendschappelijk № 221 «onderlinge duels» 20:30 uur | Sebastián Soria 18' Sebastián Soria 43' Meshal Abdulla 67' |       |             | Abdullah bin Khalifastadion, Doha Scheidsrechter: Sándor Andó-Szabó (HUN) |

|                                                                 |             |       |         |                          |
| 10 oktober Vriendschappelijk № 222 «onderlinge duels» 18:00 uur | Oezbekistan | 0 – 0 | Bahrein | Al-Maktoumstadion, Dubai |
| 10 oktober Vriendschappelijk № 222 «onderlinge duels» 18:00 uur |             |       |         | Al-Maktoumstadion, Dubai |

|                                                                 |                              |                                                                                           |             |                                                                       |
| 14 oktober Vriendschappelijk № 223 «onderlinge duels» 18:30 uur | Verenigde Arabische Emiraten | 0 – 4                                                                                     | Oezbekistan | Zayed Sports City, Abu Dhabi Scheidsrechter: Ibrahim Nour Eldin (EGY) |
| 14 oktober Vriendschappelijk № 223 «onderlinge duels» 18:30 uur |                              | 30' Timur Kapadze 45' (e.d.) Mohamed Ahmed Juma 68' Server Jeparov 90+2' Naurizbek Alimov |             | Zayed Sports City, Abu Dhabi Scheidsrechter: Ibrahim Nour Eldin (EGY) |

|                                                                  |                     |       |           |                                                                       |
| 13 december Vriendschappelijk № 224 «onderlinge duels» 16:00 uur | Oezbekistan         | 1 – 0 | Palestina | Al-Maktoumstadion, Abu Dhabi Scheidsrechter: Mohamed Al-Zarouni (VAE) |
| 13 december Vriendschappelijk № 224 «onderlinge duels» 16:00 uur | Sardor Rashidov 81' |       |           | Al-Maktoumstadion, Abu Dhabi Scheidsrechter: Mohamed Al-Zarouni (VAE) |

|                                                                  |                                                 |       |                   |                             |
| 21 december Vriendschappelijk № 225 «onderlinge duels» 15:45 uur | Oezbekistan                                     | 2 – 1 | Jordanië          | Al-Rashidstadion, Abu Dhabi |
| 21 december Vriendschappelijk № 225 «onderlinge duels» 15:45 uur | Sardor Rashidov 30' (pen.) Naurizbek Alimov 87' |       | 16' Odai Al-Saify | Al-Rashidstadion, Abu Dhabi |

|                                                                  |                               |       |      |                                                |
| 25 december Vriendschappelijk № 226 «onderlinge duels» 19:00 uur | Oezbekistan                   | 1 – 0 | Irak | Al-Sharjahstadion, Sharjah Toeschouwers: 1.000 |
| 25 december Vriendschappelijk № 226 «onderlinge duels» 19:00 uur | Jamshid Iskanderov 13' (pen.) |       |      | Al-Sharjahstadion, Sharjah Toeschouwers: 1.000 |

|                                                                  |      |       |             |                            |
| 28 december Vriendschappelijk № 227 «onderlinge duels» 19:00 uur | Irak | 0 – 0 | Oezbekistan | Al-Sharjahstadion, Sharjah |
| 28 december Vriendschappelijk № 227 «onderlinge duels» 19:00 uur |      |       |             | Al-Sharjahstadion, Sharjah |

### 2015
| Aziatisch kampioenschap voetbal 2015 |
| ------------------------------------ |

|                                                                               |               |       |             |                                                                                |
| 10 januari Aziatisch kampioenschap Groep B № 228 «onderlinge duels» 18:00 uur | Oezbekistan   | 1 – 0 | Noord-Korea | ANZ Stadium, Sydney Toeschouwers: 12.078 Scheidsrechter: Nawaf Shukralla (BHR) |
| 10 januari Aziatisch kampioenschap Groep B № 228 «onderlinge duels» 18:00 uur | Igor Sergejev |       |             | ANZ Stadium, Sydney Toeschouwers: 12.078 Scheidsrechter: Nawaf Shukralla (BHR) |

|                                                                               |                      |       |                  |                                                                                              |
| 14 januari Aziatisch kampioenschap Groep B № 229 «onderlinge duels» 19:00 uur | China                | 2 – 1 | Oezbekistan      | Suncorpe Stadium, Brisbane Toeschouwers: 13.674 Scheidsrechter: Abdulla Hassan Mohamed (VAE) |
| 14 januari Aziatisch kampioenschap Groep B № 229 «onderlinge duels» 19:00 uur | Wu Xi 55' Sun Ke 68' |       | 22' Odil Ahmedov | Suncorpe Stadium, Brisbane Toeschouwers: 13.674 Scheidsrechter: Abdulla Hassan Mohamed (VAE) |

|                                                                               |                                                           |       |                                |                                                                                                  |
| 18 januari Aziatisch kampioenschap Groep B № 230 «onderlinge duels» 20:00 uur | Oezbekistan                                               | 3 – 1 | Saoedi-Arabië                  | Melbourne Rectangular Stadium, Melbourne Toeschouwers: 10.871 Scheidsrechter: Ben Williams (AUS) |
| 18 januari Aziatisch kampioenschap Groep B № 230 «onderlinge duels» 20:00 uur | Sardor Rashidov 2' Vokhid Sodijev 71' Sardor Rashidov 79' |       | 60' (pen.) Mohammad Al-Sahlawi | Melbourne Rectangular Stadium, Melbourne Toeschouwers: 10.871 Scheidsrechter: Ben Williams (AUS) |

|                                                                                   |                                       |              |             | |
| 22 januari Aziatisch kampioenschap Kwartfinale № 231 «onderlinge duels» 18:30 uur | Zuid-Korea                            | 2 – 0 (n.v.) | Oezbekistan | Melbourne Rectangular Stadium, Melbourne Toeschouwers: 23.381 Scheidsrechter: Fahad Al-Mirdasi (KSA) |
| 22 januari Aziatisch kampioenschap Kwartfinale № 231 «onderlinge duels» 18:30 uur | Son Heung-min 104' Son Heung-min 119' |              |             | Melbourne Rectangular Stadium, Melbourne Toeschouwers: 23.381 Scheidsrechter: Fahad Al-Mirdasi (KSA) |

|  |  |  |  |  |  |  |  |  |

|                                                               |                  |       |                       |                                                                                     |
| 27 maart Vriendschappelijk № 232 «onderlinge duels» 20:00 uur | Zuid-Korea       | 1 – 1 | Oezbekistan           | Seoul World Cupstadion, Seoel Toeschouwers: 38.680 Scheidsrechter: Ryuji Sato (JPN) |
| 27 maart Vriendschappelijk № 232 «onderlinge duels» 20:00 uur | Koo Ja-cheol 15' |       | 31' Zokhir Koezibojev | Seoul World Cupstadion, Seoel Toeschouwers: 38.680 Scheidsrechter: Ryuji Sato (JPN) |

|                                                               |                                                                                                |       |                       |                                                                                     |
| 31 maart Vriendschappelijk № 233 «onderlinge duels» 19:30 uur | Japan                                                                                          | 5 – 1 | Oezbekistan           | Ajinomotostadion, Tokio Toeschouwers: 46.007 Scheidsrechter: Strebre Delovski (AUS) |
| 31 maart Vriendschappelijk № 233 «onderlinge duels» 19:30 uur | Toshihiro Aoyama 7' Shinji Okazaki 54' Gaku Shibasaki 79' Takashi Usami 83' Kengo Kawamata 90' |       | 82' Islom Tuhtahujaev | Ajinomotostadion, Tokio Toeschouwers: 46.007 Scheidsrechter: Strebre Delovski (AUS) |

|                                                              |             |                    |      |                                                                                         |
| 11 juni Vriendschappelijk № 234 «onderlinge duels» 18:00 uur | Oezbekistan | 0 – 1              | Iran | Bunyodkorstadion, Tasjkent Toeschouwers: 9.000 Scheidsrechter: Vladislav Tseytlin (UZB) |
| 11 juni Vriendschappelijk № 234 «onderlinge duels» 18:00 uur |             | 90+4' Mehdi Torabi |      | Bunyodkorstadion, Tasjkent Toeschouwers: 9.000 Scheidsrechter: Vladislav Tseytlin (UZB) |

|                                                                         |                                                                     |       |                                       |                                                                                         |
| 16 juni Kwalificatie WK 2018 Groep H № 235 «onderlinge duels» 17:00 uur | Noord-Korea                                                         | 4 – 2 | Oezbekistan                           | Kim Il-sungstadion, Pyongyang Toeschouwers: 42.000 Scheidsrechter: Mohamad Yaacob (MAS) |
| 16 juni Kwalificatie WK 2018 Groep H № 235 «onderlinge duels» 17:00 uur | Pak Kwang-ryong 4' Jang Kuk-chol 16' Ro Hak-su 34' Ri Hyok-chol 36' |       | 53' Igor Sergejev 79' Sardor Rashidov | Kim Il-sungstadion, Pyongyang Toeschouwers: 42.000 Scheidsrechter: Mohamad Yaacob (MAS) |

|                                                                             |                       |       |       |                                                                                           |
| 3 september Kwalificatie WK 2018 Groep H № 236 «onderlinge duels» 19:00 uur | Oezbekistan           | 1 – 0 | Jemen | Pakhtakor Markaziystadion, Tasjkent Toeschouwers: 15.000 Scheidsrechter: Lee Min-hu (KOR) |
| 3 september Kwalificatie WK 2018 Groep H № 236 «onderlinge duels» 19:00 uur | Aleksandr Geynrix 51' |       |       | Pakhtakor Markaziystadion, Tasjkent Toeschouwers: 15.000 Scheidsrechter: Lee Min-hu (KOR) |

|                                                                             |                     |       |                                                                                             |                                                                                         |
| 8 september Kwalificatie WK 2018 Groep H № 237 «onderlinge duels» 20:00 uur | Filipijnen          | 1 – 5 | Oezbekistan                                                                                 | Philippine Sports Stadium, Bocaue Toeschouwers: 7.500 Scheidsrechter: Peter Green (AUS) |
| 8 september Kwalificatie WK 2018 Groep H № 237 «onderlinge duels» 20:00 uur | Stephan Schröck 68' |       | 1' Odil Ahmedov 14' Sardor Rashidov 43' Igor Sergejev 65' Igor Sergejev 80' Sardor Rashidov | Philippine Sports Stadium, Bocaue Toeschouwers: 7.500 Scheidsrechter: Peter Green (AUS) |

|                                                                           |         |                                                                               |             |                                                                                |
| 8 oktober Kwalificatie WK 2018 Groep H № 238 «onderlinge duels» 18:00 uur | Bahrein | 0 – 4                                                                         | Oezbekistan | Nationaal stadion, Riffa Toeschouwers: 5.000 Scheidsrechter: Minoru Tōjō (JPN) |
| 8 oktober Kwalificatie WK 2018 Groep H № 238 «onderlinge duels» 18:00 uur |         | 52' Igor Sergejev 56' Odil Ahmedov 66' Sardor Rashidov 90+5' Eldor Shomurodov |             | Nationaal stadion, Riffa Toeschouwers: 5.000 Scheidsrechter: Minoru Tōjō (JPN) |

|                                                                             |                                                          |       |                 |                                                                                       |
| 12 november Kwalificatie WK 2018 Groep H № 239 «onderlinge duels» 18:00 uur | Oezbekistan                                              | 3 – 1 | Noord-Korea     | Bunyodkorstadion, Tasjkent Toeschouwers: 27.135 Scheidsrechter: Alireza Faghani (IRN) |
| 12 november Kwalificatie WK 2018 Groep H № 239 «onderlinge duels» 18:00 uur | Igor Sergejev 24' Aleksandr Geynrix 66' Odil Ahmedov 87' |       | 2' Ri Hyok-chol | Bunyodkorstadion, Tasjkent Toeschouwers: 27.135 Scheidsrechter: Alireza Faghani (IRN) |

|                                                                             |                       |       |                                                                |                                                                                          |
| 17 november Kwalificatie WK 2018 Groep H № 240 «onderlinge duels» 18:30 uur | Jemen                 | 1 – 3 | Oezbekistan                                                    | Suheim bin Hamadstadion, Doha Toeschouwers: 350 Scheidsrechter: Abdullah Al-Hilali (OMA) |
| 17 november Kwalificatie WK 2018 Groep H № 240 «onderlinge duels» 18:30 uur | Ahmed Al-Sarori 90+2' |       | 7' Azizbek Hajdarov 31' Server Djeparov 50' Stanislav Andrejev | Suheim bin Hamadstadion, Doha Toeschouwers: 350 Scheidsrechter: Abdullah Al-Hilali (OMA) |

### 2016
|                                                                  |                                         |       |         |                                                                     |
| 14 februari Vriendschappelijk № 241 «onderlinge duels» 17:00 uur | Oezbekistan                             | 2 – 0 | Libanon | Theyab Awanastadion, Dubai Toeschouwers: 0 Scheidsrechter: onbekend |
| 14 februari Vriendschappelijk № 241 «onderlinge duels» 17:00 uur | Eldor Shomurodov 5' Server Djeparov 45' |       |         | Theyab Awanastadion, Dubai Toeschouwers: 0 Scheidsrechter: onbekend |

|                                                                          |                    |       |            |                                                                                  |
| 24 maart Kwalificatie WK 2018 Groep H № 242 «onderlinge duels» 18:00 uur | Oezbekistan        | 1 – 0 | Filipijnen | Bunyodkorstadion, Tasjkent Toeschouwers: 34.000 Scheidsrechter: Ryuji Sato (JPN) |
| 24 maart Kwalificatie WK 2018 Groep H № 242 «onderlinge duels» 18:00 uur | Anzur Ismailov 59' |       |            | Bunyodkorstadion, Tasjkent Toeschouwers: 34.000 Scheidsrechter: Ryuji Sato (JPN) |

|                                                                          |                     |       |         | |
| 29 maart Kwalificatie WK 2018 Groep H № 243 «onderlinge duels» 18:00 uur | Oezbekistan         | 1 – 0 | Bahrein | Bunyodkorstadion, Tasjkent Toeschouwers: 34.000 Scheidsrechter: Mohammed Abdulla Hassan Mohamed (VAE) |
| 29 maart Kwalificatie WK 2018 Groep H № 243 «onderlinge duels» 18:00 uur | Sardor Rashidov 50' |       |         | Bunyodkorstadion, Tasjkent Toeschouwers: 34.000 Scheidsrechter: Mohammed Abdulla Hassan Mohamed (VAE) |

|                                                             |                                             |       |                      |                                                                                               |
| 7 juni Vriendschappelijk № 244 «onderlinge duels» 15:00 uur | Canada                                      | 2 – 1 | Oezbekistan          | Thermenstadion, Bad Waltersdorf Toeschouwers: 175 Scheidsrechter: Manuel Schüttengruber (AUT) |
| 7 juni Vriendschappelijk № 244 «onderlinge duels» 15:00 uur | David Edgar 20' Akramjon Komilov 81' (e.d.) |       | 62' Eldor Shomurodov | Thermenstadion, Bad Waltersdorf Toeschouwers: 175 Scheidsrechter: Manuel Schüttengruber (AUT) |

|                                                              |                                        |       |                    |                                                                                       |
| 24 juli Vriendschappelijk № 245 «onderlinge duels» 18:00 uur | Oezbekistan                            | 2 – 1 | Irak               | Bunyodkorstadion, Tasjkent Toeschouwers: 4.000 Scheidsrechter: Il'giz Tantasjev (UZB) |
| 24 juli Vriendschappelijk № 245 «onderlinge duels» 18:00 uur | Marat Bikmajev 7' Eldor Shomurodov 30' |       | 90' Bayar Abubakir | Bunyodkorstadion, Tasjkent Toeschouwers: 4.000 Scheidsrechter: Il'giz Tantasjev (UZB) |

|                                                                  |                   |       |              |                                                                                      |
| 24 augustus Vriendschappelijk № 246 «onderlinge duels» 19:00 uur | Oezbekistan       | 1 – 0 | Burkina Faso | Bunyodkorstadion, Tasjkent Toeschouwers: 4.126 Scheidsrechter: Sherzod Kasymov (UZB) |
| 24 augustus Vriendschappelijk № 246 «onderlinge duels» 19:00 uur | Yegor Krimets 43' |       |              | Bunyodkorstadion, Tasjkent Toeschouwers: 4.126 Scheidsrechter: Sherzod Kasymov (UZB) |

|                                                                             |                       |       |       |                                                                                  |
| 1 september Kwalificatie WK 2018 Groep A № 247 «onderlinge duels» 19:00 uur | Oezbekistan           | 1 – 0 | Syrië | Bunyodkorstadion, Tasjkent Toeschouwers: 29.100 Scheidsrechter: Ryuji Sato (JPN) |
| 1 september Kwalificatie WK 2018 Groep A № 247 «onderlinge duels» 19:00 uur | Aleksandr Geynrix 73' |       |       | Bunyodkorstadion, Tasjkent Toeschouwers: 29.100 Scheidsrechter: Ryuji Sato (JPN) |

|                                                                             |       |                   |             |                                                                                       |
| 6 september Kwalificatie WK 2018 Groep A № 248 «onderlinge duels» 18:00 uur | Qatar | 0 – 1             | Oezbekistan | Jassim bin Hamadstadion, Doha Toeschouwers: 7.898 Scheidsrechter: Ali Abdulnabi (BHR) |
| 6 september Kwalificatie WK 2018 Groep A № 248 «onderlinge duels» 18:00 uur |       | 86' Yegor Krimets |             | Jassim bin Hamadstadion, Doha Toeschouwers: 7.898 Scheidsrechter: Ali Abdulnabi (BHR) |

|                                                                           |             |                    |      |                                                                                         |
| 6 oktober Kwalificatie WK 2018 Groep A № 249 «onderlinge duels» 17:00 uur | Oezbekistan | 0 – 1              | Iran | Bunyodkorstadion, Tasjkent Toeschouwers: 34.000 Scheidsrechter: Benjamin Williams (AUS) |
| 6 oktober Kwalificatie WK 2018 Groep A № 249 «onderlinge duels» 17:00 uur |             | 27' Jalal Hosseini |      | Bunyodkorstadion, Tasjkent Toeschouwers: 34.000 Scheidsrechter: Benjamin Williams (AUS) |

|                                                                            |                                          |       |       |                                                                                              |
| 11 oktober Kwalificatie WK 2018 Groep A № 250 «onderlinge duels» 17:00 uur | Oezbekistan                              | 2 – 0 | China | Bunyodkorstadion, Tasjkent Toeschouwers: 21.503 Scheidsrechter: Hettikamkanamge Perera (SRI) |
| 11 oktober Kwalificatie WK 2018 Groep A № 250 «onderlinge duels» 17:00 uur | Marat Bikmajev 50' Otabek Sjoekoerov 86' |       |       | Bunyodkorstadion, Tasjkent Toeschouwers: 21.503 Scheidsrechter: Hettikamkanamge Perera (SRI) |

|                                                                  |                   |       |          |                                                                                               |
| 10 november Vriendschappelijk № 251 «onderlinge duels» 16:00 uur | Oezbekistan       | 1 – 0 | Jordanië | Pakhtakor Markaziystadion, Tasjkent Toeschouwers: 1.600 Scheidsrechter: Sherzod Kasymov (UZB) |
| 10 november Vriendschappelijk № 251 «onderlinge duels» 16:00 uur | Igor Sergejev 45' |       |          | Pakhtakor Markaziystadion, Tasjkent Toeschouwers: 1.600 Scheidsrechter: Sherzod Kasymov (UZB) |

|                                                                             |                                  |       |                    |                                                                                                 |
| 15 november Kwalificatie WK 2018 Groep A № 252 «onderlinge duels» 19:00 uur | Zuid-Korea                       | 2 – 1 | Oezbekistan        | Pakhtakor Markaziystadion, Tasjkent Toeschouwers: 30.526 Scheidsrechter: Fahad Al-Mirdasi (KSA) |
| 15 november Kwalificatie WK 2018 Groep A № 252 «onderlinge duels» 19:00 uur | Nam Tae-hee 67' Koo Ja-cheol 86' |       | 25' Marat Bikmajev | Pakhtakor Markaziystadion, Tasjkent Toeschouwers: 30.526 Scheidsrechter: Fahad Al-Mirdasi (KSA) |

### 2017
|                                                                 |                                           |       |                                           |                                                                                     |
| 23 januari Vriendschappelijk № 253 «onderlinge duels» 20:45 uur | Oezbekistan                               | 2 – 2 | Georgië                                   | The Sevens Stadium, Dubai Toeschouwers: 100 Scheidsrechter: Yaqoub Al-Hammadi (VAE) |
| 23 januari Vriendschappelijk № 253 «onderlinge duels» 20:45 uur | Eldor Shomurodov 45' Eldor Shomurodov 78' |       | 69' Teimoeraz Sjonia 77' Saba Lobzjanidze | The Sevens Stadium, Dubai Toeschouwers: 100 Scheidsrechter: Yaqoub Al-Hammadi (VAE) |

|                                                                          |                           |       |             | |
| 23 maart Kwalificatie WK 2018 Groep A № 254 «onderlinge duels» 20:00 uur | Syrië                     | 1 – 0 | Oezbekistan | Hang Jebatstadion, Maleisië Toeschouwers: 350 Scheidsrechter: Mohammed Abdulla Hassan Mohammed (VAE) |
| 23 maart Kwalificatie WK 2018 Groep A № 254 «onderlinge duels» 20:00 uur | Omar Kharbin 90+1' (pen.) |       |             | Hang Jebatstadion, Maleisië Toeschouwers: 350 Scheidsrechter: Mohammed Abdulla Hassan Mohammed (VAE) |

|                                                                          |                  |       |       |                                                                                                  |
| 28 maart Kwalificatie WK 2018 Groep A № 255 «onderlinge duels» 18:00 uur | Oezbekistan      | 1 – 0 | Qatar | Bunyodkorstadion, Tasjkent Toeschouwers: 19.000 Scheidsrechter: Mohanad Qasim Eesee Sarray (IRQ) |
| 28 maart Kwalificatie WK 2018 Groep A № 255 «onderlinge duels» 18:00 uur | Odil Ahmedov 65' |       |       | Bunyodkorstadion, Tasjkent Toeschouwers: 19.000 Scheidsrechter: Mohanad Qasim Eesee Sarray (IRQ) |

|                                                                         |                                    |       |             |                                                                                   |
| 12 juni Kwalificatie WK 2018 Groep A № 256 «onderlinge duels» 21:15 uur | Iran                               | 2 – 0 | Oezbekistan | Bunyodkorstadion, Teheran Toeschouwers: 59.730 Scheidsrechter: Ahmed Al-Kaf (OMA) |
| 12 juni Kwalificatie WK 2018 Groep A № 256 «onderlinge duels» 21:15 uur | Sardar Azmoun 23' Mehdi Taremi 88' |       |             | Bunyodkorstadion, Teheran Toeschouwers: 59.730 Scheidsrechter: Ahmed Al-Kaf (OMA) |

|                                                                             |                    |       |             |                                                                                       |
| 31 augustus Kwalificatie WK 2018 Groep A № 257 «onderlinge duels» 20:00 uur | China              | 1 – 0 | Oezbekistan | Wuhanstadion, Wuhan Toeschouwers: 51.666 Scheidsrechter: Hettikamkanamge Perera (SRI) |
| 31 augustus Kwalificatie WK 2018 Groep A № 257 «onderlinge duels» 20:00 uur | Gao Lin 84' (pen.) |       |             | Wuhanstadion, Wuhan Toeschouwers: 51.666 Scheidsrechter: Hettikamkanamge Perera (SRI) |

|                                                                             |             |       |            |                                                                                     |
| 5 september Kwalificatie WK 2018 Groep A № 258 «onderlinge duels» 20:00 uur | Oezbekistan | 0 – 0 | Zuid-Korea | Bunjodkorstadion, Tasjkent Toeschouwers: 34.000 Scheidsrechter: Muhammad Taqi (SIN) |
| 5 september Kwalificatie WK 2018 Groep A № 258 «onderlinge duels» 20:00 uur |             |       |            | Bunjodkorstadion, Tasjkent Toeschouwers: 34.000 Scheidsrechter: Muhammad Taqi (SIN) |

|                                                                  |                              |       |             |                                                                     |
| 14 november Vriendschappelijk № 259 «onderlinge duels» 17:30 uur | Verenigde Arabische Emiraten | 1 – 0 | Oezbekistan | Sheikh Kalifastadion, Al Ain Scheidsrechter: Turki Al-Khudair (KSA) |
| 14 november Vriendschappelijk № 259 «onderlinge duels» 17:30 uur | Ali Mabkhout 16'             |       |             | Sheikh Kalifastadion, Al Ain Scheidsrechter: Turki Al-Khudair (KSA) |

### 2018
|                                                               |                   |       |                            |                                                                                              |
| 23 maart Vriendschappelijk № 260 «onderlinge duels» 17:30 uur | Senegal           | 1 – 1 | Oezbekistan                | Stade Mohammed V, Casablanca Toeschouwers: 2.200 Scheidsrechter: Noureddine El Jaafari (MAR) |
| 23 maart Vriendschappelijk № 260 «onderlinge duels» 17:30 uur | Moussa Konaté 63' |       | 21' (pen.) Otabek Shukurov | Stade Mohammed V, Casablanca Toeschouwers: 2.200 Scheidsrechter: Noureddine El Jaafari (MAR) |

|                                                               |                                       |       |             |                                                                                          |
| 27 maart Vriendschappelijk № 261 «onderlinge duels» 21:00 uur | Marokko                               | 2 – 0 | Oezbekistan | Stade Mohammed V, Casablanca Toeschouwers: 15.000 Scheidsrechter: Maguette N'Diaye (SEN) |
| 27 maart Vriendschappelijk № 261 «onderlinge duels» 21:00 uur | Ayoub El Kaabi 4' Manuel da Costa 43' |       |             | Stade Mohammed V, Casablanca Toeschouwers: 15.000 Scheidsrechter: Maguette N'Diaye (SEN) |

|                                                             |                     |       |             |                                                                                 |
| 19 mei Vriendschappelijk № 262 «onderlinge duels» 20:15 uur | Iran                | 1 – 0 | Oezbekistan | Azadistadion, Teheran Toeschouwers: 25.000 Scheidsrechter: Saoud Al-Athbah (QAT |
| 19 mei Vriendschappelijk № 262 «onderlinge duels» 20:15 uur | Rouzbeh Cheshmi 17' |       |             | Azadistadion, Teheran Toeschouwers: 25.000 Scheidsrechter: Saoud Al-Athbah (QAT |

|                                                             |                                                                    |       |             |                                                                                         |
| 7 juni Vriendschappelijk № 263 «onderlinge duels» 20:10 uur | Uruguay                                                            | 3 – 0 | Oezbekistan | Estadio Centenario, Montevideo Toeschouwers: 50.600 Scheidsrechter: Raphael Claus (BRA) |
| 7 juni Vriendschappelijk № 263 «onderlinge duels» 20:10 uur | Giorgian De Arrascaeta 32' Luis Suárez 54' (pen.) José Giménez 73' |       |             | Estadio Centenario, Montevideo Toeschouwers: 50.600 Scheidsrechter: Raphael Claus (BRA) |

UFF · A-internationals · Bondscoaches · Statistieken · Oezbeeks vrouwenelftal · Olympisch elftal · Oezbekistan U21 · Oezbekistan U20 · Oezbekistan U19 · Oezbekistan U18 · Oezbekistan U17
1990 – 1999 ·
2000 – 2009 ·
2010 – 2019 ·
2020 – 2029 ·
1994 · 
1995 · 
1996 · 
1997 · 
1998 · 
1999 · 
2000 · 
2001 · 
2002 · 
2003 · 
2004 · 
2005 · 
2006 · 
2007 · 
2008 · 
2009 · 
2010 · 
2011 · 
2012 · 
2013 · 
2014 ·
2015 ·
2016 ·
2017 ·
2018 ·
2019 ·
2020 ·
2021 ·
2022 ·
2023
Albanië ·
Armenië ·
Australië ·
Azerbeidzjan ·
Bahrein ·
Bangladesh ·
Bolivia ·
Bosnië en Herzegovina ·
Burkina Faso ·
Cambodja ·
Canada ·
China ·
Costa Rica ·
Estland ·
Filipijnen ·
Georgië ·
Hongkong ·
India ·
Indonesië ·
Irak ·
Iran ·
Israël ·
Japan ·
Jemen ·
Jordanië ·
Kameroen ·
Kazachstan ·
Kirgizië ·
Koeweit ·
Letland ·
Libanon ·
Malediven ·
Maleisië ·
Marokko ·
Mexico ·
Mongolië ·
Montenegro ·
Nieuw-Zeeland ·
Nigeria ·
Noord-Korea ·
Oeganda ·
Oekraïne ·
Oman ·
Palestina ·
Qatar ·
Rusland ·
Saoedi-Arabië ·
Senegal ·
Singapore ·
Slowakije ·
Sri Lanka ·
Syrië ·
Tadzjikistan ·
Taiwan ·
Thailand ·
Turkije ·
Turkmenistan ·
Uruguay ·
Venezuela ·
Verenigde Arabische Emiraten ·
Verenigde Staten ·
Vietnam ·
Wit-Rusland ·
Zuid-Korea ·
Zuid-Soedan ·
Zweden
AFC-zone: Afghanistan · Australië · Bahrein · Bangladesh · Bhutan · Brunei · Cambodja · China · Chinees Taipei · Filipijnen · Guam · Hongkong · India · Indonesië · Iran · Irak · Japan · Jemen · Jordanië · Koeweit · Kirgizië · Laos · Libanon · Macau · Maleisië · Maldiven · Mongolië · Myanmar · Nepal · Noord-Korea · Oezbekistan · Oman · Oost-Timor · Pakistan · Palestina · Qatar · Saoedi-Arabië · Singapore · Sri Lanka · Syrië · Tadjikistan · Thailand · Turkmenistan · Verenigde Arabische Emiraten · Vietnam · Zuid-Korea

CAF-zone: Algerije · Angola · Benin · Botswana · Burkina Faso · Burundi · Centraal-Afrikaanse Republiek · Comoren · Congo-Brazzaville · Congo-Kinshasa · Djibouti · Egypte · Equatoriaal-Guinea · Eritrea · Ethiopië · Gabon · Gambia · Ghana · Guinee · Guinee-Bissau · Ivoorkust · Kaapverdië · Kameroen · Kenia · Lesotho · Liberia · Libië · Madagaskar · Malawi · Mali · Mauritanië · Mauritius · Marokko · Mozambique · Namibië · Niger · Nigeria · Oeganda · Rwanda · Sao Tomé en Principe · Senegal · Seychellen · Sierra Leone · Soedan · Somalië · Swaziland · Tanzania · Togo · Tsjaad · Tunesië · Zambia · Zimbabwe · Zuid-Afrika · Zuid-Soedan 

CONCACAF-zone: Amerikaanse Maagdeneilanden · Anguilla · Antigua en Barbuda · Aruba · Bahama's · Barbados · Belize · Bermuda · Britse Maagdeneilanden · Canada · Kaaimaneilanden · Costa Rica · Cuba · Curaçao · Dominica · Dominicaanse Republiek · El Salvador · Frans Guyana · Grenada · Guadeloupe · Guatemala · Guyana · Haïti · Honduras · Jamaica · Martinique · Mexico · Montserrat · 
Nicaragua · Panama · Puerto Rico · Saint Kitts en Nevis · Saint Lucia · Saint Vincent en de Grenadines · Sint Maarten · Suriname · Trinidad en Tobago · Turks- en Caicoseilanden · Verenigde Staten

CONMEBOL-zone: Argentinië · Bolivia · Brazilië · Chili · Colombia · Ecuador · Paraguay · Peru · Uruguay · Venezuela

OFC-zone: Amerikaans-Samoa · Cookeilanden · Fiji · Nieuw-Caledonië · Nieuw-Zeeland · Papoea-Nieuw-Guinea · Samoa · Salomoneilanden · Tahiti · Tonga · Vanuatu

UEFA-zone: Albanië · Andorra · Armenië · Azerbeidzjan · België · Bosnië en Herzegovina · Bulgarije · Cyprus · Denemarken · Duitsland · Engeland · Estland · Faeröer · Finland · Frankrijk · Georgië · Gibraltar · Griekenland · Hongarije · IJsland · Ierland · Israël · Italië · Kazachstan · Kosovo · Kroatië · Letland · Liechtenstein · Litouwen · Luxemburg · Macedonië · Malta · Moldavië · Montenegro · Nederland · Noord-Ierland · Noorwegen · Oekraïne · Oostenrijk · Polen · Portugal · Roemenië · Rusland · San Marino · Schotland · Servië · Slovenië · Slowakije · Spanje · Tsjechië · Turkije · Wales · Wit-Rusland · Zweden · Zwitserland